# Dalbergia bariensis
Dalbergia bariensis är en ärtväxtart som beskrevs av Jean Baptiste Louis Pierre. Dalbergia bariensis ingår i släktet Dalbergia, och familjen ärtväxter. IUCN kategoriserar arten globalt som starkt hotad. Inga underarter finns listade i Catalogue of Life.